# アカプルコ国際空港
アカプルコ国際空港（アカプルコこくさいくうこう、スペイン語: Aeropuerto Internacional General Juan N. Álvarez）は、メキシコ合衆国のゲレーロ州アカプルコにある国際空港。かつての大統領フアン・N・アルバレスの名を冠して、ヘネラル・フアン・N・アルバレス国際空港とも称する。
2018年、新ターミナルが完成した。年間130万人の旅客処理能力を有する。

## 就航路線
| 航空会社                   | 就航地                                   |
| -------------------------- | ---------------------------------------- |
| アエロメヒコ航空           | メキシコシティ                           |
| ボラリス                   | メキシコシティ、グアダラハラ、ティフアナ |
| ビバアエロブス             | メキシコシティ、モンテレイ、カンクン     |
| マグニチャーターズ         | モンテレイ                               |
| アエロマール航空           | メキシコシティ                           |
| アメリカン・イーグル       | 季節ダラス                               |
| ユナイテッド・エクスプレス | 季節ヒューストン                         |
| エア・トランザット         | 季節モントリオール                       |